# Mount Odin (Grahamland)
Mount Odin ist ein 1465 m hoher Berg mit Doppelgipfel an der Foyn-Küste des Grahamlands auf der Antarktischen Halbinsel. Er ragt unmittelbar südwestlich des Frigga Peak an der Wasserscheide zwischen dem Anderson-Gletscher und dem Sleipnir-Gletscher auf.
Der Falkland Islands Dependencies Survey (FIDS) kartierte ihn 1947 anhand eigener Vermessungen. Luftaufnahmen entstanden im Dezember 1947 bei der US-amerikanischen Ronne Antarctic Research Expedition (1947–1948). Der FIDS benannte den Berg nach Odin, Göttervater, Kriegs- und Totengott der nordischen Mythologie.